# De la vérité (Antiphon)
De la vérité (en grec ancien : Περἰ Αληθειας) est un ouvrage de philosophie écrit par Antiphon à une date inconnue. Il n'en reste aujourd'hui que des fragments. Il s'agit de l'un des deux principaux textes dans lesquels Antiphon expose ses positions philosophiques.

## Présentation générale

### Contexte
Antiphon est un sophiste du Ve siècle av. J.-C. Son De la vérité fait partie des très rares textes des sophistes qui ont été conservés, quoiqu'à l'état fragmentaire. Le ton employé par l'auteur est, tout au long, particulièrement abrasif. Les commentateurs ont ainsi hésité à catégoriser Antiphon comme un conservateur ou comme un subversif. Il a parfois été qualifié d'anarchisant.

### Historique de publication
Le De la vérité a été retrouvé sous forme de fragments divers. Les nouveaux fragments découverts dans les années 1980 ont complété les premiers papyrus (Papyri Oxyrinchi), qui avaient été rendus publics au début du XXe siècle.

## Contenu

### Cité et conventions
Antiphon prend position dans le débat loi-nature (nomos contre physis) qui agite la philosophie grecque de son siècle. Il soutient, similairement à certains sophistes, que la Cité et ses lois sont le fait de conventions, et n'ont rien de naturel. On peut dès lors transgresser les règles communes dès lors que l'on n'ait ni vu, ni pris. En revanche, l'homme ne saurait transgresser les règles de la nature, c'est-à-dire celles liées à la constitution corporelle de l'homme : la quête du plaisir et la fuite de la souffrance, la conservation de soi, etc. Les règles de la Cité sont illégitimes car le plus souvent, elles obligent l'homme à accepter une plus grande souffrance quand il pourrait trouver plus de plaisir.

### Loi de la nature
Antiphon défend une position concernant la nature de la loi naturelle. Si les lois de la Cité sont adventices, la loi de la nature est inévitable (anankaia). En cas de transgression, que la nature ne saurait souffrir, la punition est naturelle et immédiate, et non une punition décidée par les hommes. C'est donc non pas une norme collective basée sur la croyance (doxa) des hommes qui va frapper le transgresseur, mais la vérité elle-même (alêtheia).

### Universalisme
Du fait de sa position sur le caractère conventionnel des normes et universel de la loi de la nature, Antiphon expose une pensée universaliste en remettant en question la distinction entre les Grecs et les barbares, qui structurait pourtant la philosophie grecque. Il écrit que « de fait, nous nous rendons barbares les uns à l'égard des autres, alors que, par nature en tout cas, tous, en tout, de la même manière, nous nous trouvons naturellement faits pour être et barbares, et grecs ».

## Postérité

### Commentaires
Certains auteurs contemporains ont fait remarquer la dissonance entre d'une part les thèses égalitaristes défendues par Antiphon dans son ouvrage et l'orientation oligarchique de l'auteur. Toutefois, la publication de nouveaux fragments en 1984 a permis de clarifier la position d'Antiphon et d'atténuer cette critique.

### Analyse stylistique
Le texte a été commenté dès l'Antiquité. Hermogène a ainsi commenté le style d'écriture d'Antiphon, dont la diction est un peu brutale (traxus) ; l'auteur argumente toujours avec des énonciations de vérité générale. Pour lui, le texte est « caractéristique d'un style pompeux qui vise la grandeur ». 

### Portée philosophique et historique
Barbara Cassin relève son importance historique et remarque qu'il s'agit de « l'un des tout premiers textes connus qui thématise le rapport entre nature et loi, public et privé, opinion et vérité ». 